# 忠勇
忠勇株式会社（ちゅうゆう）は、徳島県名西郡石井町にある株式会社。元々は兵庫県灘五郷で清酒・漬物などを製造していた。

## 沿革
- 2013年4月1日 - マルキン忠勇が盛田に吸収合併。以後の忠勇ブランドの製品は同社の工場として製造する。
- 2017年4月3日 - 盛田が、忠勇ブランドの価値向上目的として忠勇株式会社として加賀屋醤油の本社内に復活設立。

## 主力商品
- 奈良漬
- 琉球もろみ酢